# Bisetocreagris thailandica
Bisetocreagris thailandica är en spindeldjursart som beskrevs av Wolfgang Schawaller 1994. Bisetocreagris thailandica ingår i släktet Bisetocreagris och familjen helplåtklokrypare. Inga underarter finns listade.